# وسط اليونان (إقليم)
إقليم وسط اليونان هو أحد أقاليم اليونان.

## أعلام
- أقراطس الطيبي